# 安冲乡
安冲乡，是中华人民共和国青海省玉树藏族自治州玉树市下辖的一个乡镇级行政单位。辖区总面积927.6平方公里，常住人口0.4万人，以藏族为主，占总人口的99.9％。

## 行政区划
安冲乡下辖以下地区：
拉则村、结拉村、布让村、叶吉村和来叶村。